# Pieve di San Giovanni Battista ad Ancaiano
La pieve di San Giovanni Battista ad Ancaiano era un edificio situato a Monte Antico, nella parte sud-orientale del territorio comunale di Civitella Paganico. La sua esatta ubicazione era presso il Castello di Monte Antico.

## Storia e descrizione
Di origini altomedievali, la chiesa è ricordata tra i beni degli Aldobrandeschi del X secolo. Nella seconda metà dell'XI secolo risultava già una pieve autonoma, a cui fece capo in seguito come suffraganea la Pieve di Santa Maria de' Monti presso Civitella Marittima, prima che quest'ultima venisse elevata a pieve a seguito della dura contesa tra l'Abbazia di San Lorenzo al Lanzo e quella di Montecelso presso Siena.
Nel corso del Duecento vi furono numerose altre contese tra i pievani di Ancaiano e la Badia Ardenghesca per la nomina dei cappellani di numerosi luoghi di culto presenti all'epoca nel territorio, che furono superate con l'ingresso della pieve nel territorio dell'Arcidiocesi di Siena.
L'esistenza della pieve di San Giovanni Battista ad Ancaiano è accertata almeno fino ai primi anni del Quattrocento. In seguito, l'espansione del Castello di Monte Antico, che venne notevolmente ampliato in epoca rinascimentale, potrebbe essere stata una delle cause che portarono alla scomparsa dell'edificio religioso, quasi sicuramente abbattuto per migliorare l'aspetto difensivo del castello: dell'antica chiesa è stata perduta ogni traccia, pur essendo identificabile la località in cui sorgeva.
In seguito alla scomparsa della pieve, verrà costruita a poca distanza dall'imponente fortificazione la chiesa di San Tommaso Apostolo.